# Sōta Nakamura
Sōta Nakamura (Takasaki, 15 de octubre de 2002) es un futbolista japonés que juega en la demarcación de delantero para el Sanfrecce Hiroshima de la J1 League.

## Selección nacional
Hizo su debut con la selección absoluta de Japón el 8 de julio de 2025 contra Hong Kong en un partido del Campeonato de Fútbol de Asia Oriental de 2025 que finalizó con un resultado de 6-1 a favor del combinado japonés tras un gol de Matt Orr para Hong Kong, y los goles del propio Nakamura, Shō Inagaki y cuatro de Ryō Germain para Japón.

## Clubes
| Club                | País  | Año   | Partidos | Goles |
| ------------------- | ----- | ----- | -------- | ----- |
| Sanfrecce Hiroshima | Japón | 2025- | 31       | 8     |

## Palmarés

### Títulos nacionales
| Título             | Club                | País  | Año  |
| ------------------ | ------------------- | ----- | ---- |
| Supercopa de Japón | Sanfrecce Hiroshima | Japón | 2025 |

### Títulos internacionales
| Título                                | Equipo             | Sede          | Año  |
| ------------------------------------- | ------------------ | ------------- | ---- |
| Campeonato de Fútbol de Asia Oriental | Selección de Japón | Corea del Sur | 2025 |